# Хронологична таблица за откриване и изследване на Азия (XVII в.)
| Години                      | Име на откривател, изследовател           | Направени открития и изследвания | Изследванията засягат следните съвременни държави |
| --------------------------- | ----------------------------------------- | --- | ------------------------------------------------- |
| 1600                        | Мирон Михайлович Шаховски                 | Достигане до река Пур, вливаща се в Обския залив | Русия                                             |
| началото на XVII в.         | руски казаци                              | Достигане областите на юг от Таймирския п-ов, Салаирския кряж (възвишение), Средносибирското плато и Абаканския хребет | Русия                                             |
| 1600 – 1610                 | Лука                                      | Плаване на изток от устието на река Об към устието на Енисей и откриване островите Еленов (72°25′ с. ш. 77°50′ и. д. / 72.416667° с. ш. 77.833333° и. д.) и Сибиряков (72°55′ с. ш. 79°00′ и. д. / 72.916667° с. ш. 79° и. д.) и устието на река Пясина | Русия                                             |
| 1601 – 1611                 | Франсоа Пирар (1578 – 1623)               | Пътешествие от Франция в Южна Азия и посещение на Малдивските о-ви | Индия, Малдиви                                    |
| 1603 – 1607                 | Бенту ди Гоиш                             | Пътешествие от Индия в Кашгария и достигане до Турфанската падина | Китай                                             |
| 1609                        | Уилям Кийлинг (1578 – 1620)               | Откриване на Кокосовите о-ви (Кийлинг, 12°07′ ю. ш. 96°54′ и. д. / 12.116667° ю. ш. 96.9° и. д.) | Австралия                                         |
| 1610                        | Кондратий Курочкин                        | Плаване по средното и долно течение на Енисей и достигане на изток до устието на река Пясина | Русия                                             |
| 1611                        | Хендрик Браувър                           | Откриване на нов, много по-бърз и удобен морски път за Холандска Индия през южната част на Индийския океан и покрай западните брегове на Австралия |                                                   |
| 1615                        | Василий Тюменец                           | Пътешествие с дипломатическа цел от Томск до Монголия. Изкачване по река Том, пресичане на Абаканския хребет и Западните Саяни и проникване в Тува. Пресичане горното течение на река Хемчик, спускане по река Карти до езерото Урег нур (50°10′ с. ш. 91°00′ и. д. / 50.166667° с. ш. 91° и. д.), продължаване на изток, достигане до езерото Убсу нур и извършване на първото му описание | Русия, Монголия                                   |
| 1616 – 1619                 | руски казаци                              | Първо изследване на бреговете между устиуто на река Кара и устието на Енисей | Русия                                             |
| 1616 – 1626                 | Пиетро де ла Вале                         | Пътешествие в Сирия, Палестина, Месопотамия, Иран и Индия и първи достоверни географски сведения за посетените райони | Сирия, Израел, Ирак, Иран, Индия                  |
| 1618 – 1619                 | Иван Петлин                               | Пътешествие с дипломатическа цел от Томск до Пекин. Изкачиване по река Том, пресичане на Абаканския хребет и Западните Саяни и проникване в Тува. Достигане до езерото Убсу Нур, прехвърляне на хребета Хан Хухей, преминаване покрай южните склонове на планината Хангай, пресичане на пустинята Гоби и достигане до Пекин | Русия, Монголия, Китай                            |
| ок. 1620                    | руски казаци                              | Предполагаемо плаване покрай п-ов Таймир от запад на изток | Русия                                             |
| 1620 – 1624                 | Демид Сафонович Пенда                     | Изкачване по цялото течение на река Долна Тунгуска (1620 – 1623), преминаване на вододела и откриване на река Лена в района на днешния град Киренск. Спускане по Лена до Якутск, връщане обратно и изкачване по реката нагоре от Киренск до 54º с.ш., преминаване на запад до Ангара и спускане по нея до Енисейск | Русия                                             |
| 1623                        | Поздей Фирсов                             | Откриване устието на река Подкаменна Тунгуска и изкачване по нея до десния ѝ приток река Чуня (96º 30` и.д.) | Русия                                             |
| 1624                        | Василий Тюменец                           | Изкачване на 1000 км нагоре по река Ангара до Шаманския праг (57º 10` с.ш.) | Русия                                             |
| 1624 – 1631                 | Антонио Андради, Франсишку Азиведу        | Пресичане на Хималаите и първо европейско проникване в Тибет. Първи географски материали за горното течение на река Ганг, Югозападен Тибет, горното течение на река Инд, Кашмир и Пенджаб | Индия, Китай, Пакистан                            |
| 1627                        | Пиер Бертело                              | Първо, сравнително точно картиране на бреговете на оостров Калимантан и съставяне на карта | Индонезия, Малайзия                               |
| 1627 – 1643                 | С. Манрик                                 | Пътешествие в Бирма и на островите Ява и Сулавеси. Завръщане през Калкута, Агра, Афганистан, Иран и Ирак | Мианмар, Индонезия, Индия, Афганистан, Иран, Ирак |
| 1628                        | Василий Бугор                             | Плаване по горното течение на Ангара и реките Илим и Игирма. Поход от река Игирма към река Кута, спускане по нея до Лена и основаване на градовете Киренск и Уст Кут | Русия                                             |
| 1628 – 1629                 | Ерофей Хабаров                            | Плаване до Мангазея (1628) и към река Хета в източната част на п-ов Таймир (1629) | Русия                                             |
| 1629                        | Иван Галкин                               | Пресичане вододела на реките Илим и Кута и основаване на град Илимск | Русия                                             |
| 1630                        | Мартин Василиев                           | Изкачване по река Долна Тунгуска до мястото, където се сближава с река Чона (на 61º с.ш.), спускане по Чона до Вилюй и по последната до Лена и плаване нагоре по Лена до средното ѝ течение | Русия                                             |
| 30-те години на XVII в.     | Иван Елфимов                              | Откриване на река Попигай (най-големия, десен приток на Хатанга) | Русия                                             |
| 1630 – 1632                 | Пьотър Бекетов, Иван Падерин              | Откриване извора на река Лена (1630), спускане по нея до устието на десния ѝ приток Алдан и основаване на град Якутск (1632). Откриване на долното течение на Лена от Якутск до устието ѝ (Иван Падерин) | Русия                                             |
| 1630 – 1633                 | Жан-Батист Таверне                        | Посещение на Истамбул, Ерзурум, Баку, Исфахан, Багдад и Халеб | Турция, Азербайджан, Иран, Ирак, Сирия            |
| 1632                        | Фьодор Пущин                              | Откриване и проследяване на около 500 км от течението на река Об от устието на река Том нагоре до устието на река Чумиш (53°30′ с. ш. 83°10′ и. д. / 53.5° с. ш. 83.166667° и. д.) | Русия                                             |
| 1632 – 1634                 | Степан Коритов                            | Плаване от Туруханск по реките Долна Тунгуска и Вилюй до Якутск и първо изкачване по река Алдан и левия ѝ приток Амга | Русия                                             |
| 1634                        | Иля Перфилев                              | Плаване на изток от устието на река Лена и откриване на Янския залив и цялото течение на река Яна | Русия                                             |
| 1634                        | Иван Ребров                               | Плаване на запад от устието на река Лена и откриване на Оленьокския залив и устието на река Оленьок | Русия                                             |
| 1636                        | Питер Питерсзон                           | Откриване на о-вите Танимбар (7°40′ ю. ш. 131°30′ и. д. / 7.666667° ю. ш. 131.5° и. д.) | Индонезия                                         |
| 1636 – 1640                 | Елисей Юриев Буза                         | Плаване от устието на Лена на запад към река Оленьок и на изток към реките Яна (частично преминаване по суша) и Чондон и откриване устието на река Омолой и хребета Кулар | Русия                                             |
| 1637 – 1639                 | Посник Иванов-Губар                       | Първи поход през Верхоянските планини към реките Яна и Индигирка | Русия                                             |
| 1638                        | Иля Перфилев                              | Основаване на град Верхоянск | Русия                                             |
| 1638 – 1639                 | Максим Перфилев                           | Изкачване на 1000 км по река Витим до устието на река Ципа и първо проникване във Витимското плато и в Задбайкалието | Русия                                             |
| 1638 – 1641                 | Иван Ребров                               | Завършване откриването на Янския залив. Откриване на около 900 км от северното крайбрежие на Азия между устията на Яна и Индигирка, в т.ч. протока Дмитрий Лаптев (отделящ Големия Ляховски остров от континента). Изкачване на 600 км по Индигирка до устието на река Уяндина | Русия                                             |
| 1638 – 1649                 | Жан-Батист Таверне                        | Пребиваване в Северна и Централна Индия и събиране на обширен географски материал за природата и населението на страната. Пресичане на Северна Индия от делтата на Ганг на запад през Агра до Камбейския залив, достигане до Хайдарабад и през горното течение на река Кришна излизане на западния бряг на Индия на 16º с.ш. | Индия                                             |
| 1639                        | Матис Кваст (неизв.-1641), Абел Тасман    | Първо европейско плаване покрай източните брегове на остров Хоншу и откриване на о-вите Идзуситито на юг от Хоншу | Япония                                            |
| 1639 – 1641                 | Иван Москвитин                            | 1639: Откриване и пресичане на хребета Джугджур, спускане по река Уля и достигане до Охотско море. Откриване устието на река Охота, устията на реките Урак, Кухтуй, Улбея, Иня и Тауй и около 500 км от северното крайбрежие на Охотско море до Тауйската губа (59°30′ с. ш. 150°00′ и. д. / 59.5° с. ш. 150° и. д.); 1640: Откриване на западното и югозападното крайбрежие на Охотско море, в т.ч. Удската губа (54°50′ с. ш. 135°50′ и. д. / 54.833333° с. ш. 135.833333° и. д., устието на река Уда, Шантарските о-ви и проникване от север в Сахалинския залив; 1641: Повторно пресичане на хребета Джугджур и завръщане в Якутск                                                                           | Русия                                             |
| 1640 – 1642                 | Иван Родионов Ерастов                     | Спускане по река Индигирка, плаване от устието ѝ на изток и откриване на река Алазея | Русия                                             |
| 1641                        | Пьотър Сабински                           | Изкачване по река Об и откриване на река Бия (дясна съставяща на Об), Телецкото езеро и вливащата се в него от юг река Чулишман | Русия                                             |
| 1643                        | Курбат Иванов, Семьон Скороход            | Изкачване по река Лена и по притока ѝ Иликта, пресичане на Приморския хребет и откриване на езерото Байкал и остров Олхон. Откриване на над 600 км от крайбрежието на Байкал, в т.ч. устията на реките Горна Ангара и Баргузин и Баргузинския хребет | Русия                                             |
| 1643                        | Василий Сичов                             | Изкачване до изворите на река Пясина, спускане по реките Хета и Хатанга до морето, плаване на изток и откриване устието на река Анабар | Русия                                             |
| 1643                        | Мартин Геритсон де Фриз                   | Откриване на югоизточното крайбрежие на остров Хокайдо от нос Еримо (41º 55` с.ш.) на североизток. Откриване на Курилските о-ви, в т.ч. протока Фриз, островите Итуруп (с вулкана Берутарубе), Уруп и Кунашир (с вулкана Тятя) и протока Екатерина. Откриване на около 800 км от бреговете на остров Сахалин, в т.ч. заливите Анива и Търпение и носовете Анива (46°02′ с. ш. 143°24′ и. д. / 46.033333° с. ш. 143.4° и. д.) и Търпение (48°38′ с. ш. 144°45′ и. д. / 48.633333° с. ш. 144.75° и. д.) | Япония, Русия                                     |
| 1643 – 1644                 | Михаил Стадухин                           | Откриване на около 500 км от северното крайбрежие на Азия между устията на реките Алазея и Колима, долното течение на Колима и Колимската низина. Основаване на градовете Среднеколимск (1643) и Нижнеколимск (1644) | Русия                                             |
| 1643 – 1646                 | Василий Поярков                           | 1643 – 1644: Изкачване по реките Алдан, Учур и Гонам, пресичане на вододела между Лена и Амур, достигане до река Брянта (десен приток на Зея, на 128° и.д.) и спускане по нея и по река Зея (открита от него) до устието на левия ѝ приток река Умлекен; 1644: Спускане по река Зея и по река Амур до устието ѝ и окриване устията на реките Сунгари и Усури; 1645: Откриване на Амурския лиман, проследяване на югозападния бряг на Охотско море и откриване залива Академия и един от Шантарските о-ви и устието на река Уля (58°50′ с. ш. 141°50′ и. д. / 58.833333° с. ш. 141.833333° и. д.); 1646: Изкачва по Уля, достигане до река Мая и по реките Алдан и Лена завръщане в Якутск                        | Русия                                             |
| 1644                        | Иван Похабов                              | Откриване на река Селенга, вливаща се от югоизток в езерото Байкал | Русия                                             |
| 1646                        | Исай Игнатиев                             | Плаване на изток от устието на Колима и откриване на Чаунска губа и остров Айон (69°50′ с. ш. 168°40′ и. д. / 69.833333° с. ш. 168.666667° и. д.) | Русия                                             |
| 1648                        | Алексей Филипов                           | Плаване на изток от устието на река Охота и откриване на п-ов Лисянски (59°15′ с. ш. 146°05′ и. д. / 59.25° с. ш. 146.083333° и. д.), Мотъйклейския залив (59°25′ с. ш. 148°55′ и. д. / 59.416667° с. ш. 148.916667° и. д.), п-ов Хметевски (59°20′ с. ш. 148°40′ и. д. / 59.333333° с. ш. 148.666667° и. д.), островите Спафарев (59°10′ с. ш. 149°00′ и. д. / 59.166667° с. ш. 149° и. д.), Талан (59°20′ с. ш. 149°05′ и. д. / 59.333333° с. ш. 149.083333° и. д.) и Завялов (59°00′ с. ш. 150°40′ и. д. / 59° с. ш. 150.666667° и. д.) и п-ов Кони (59°00′ с. ш. 151°40′ и. д. / 59° с. ш. 151.666667° и. д.)                                                                                                | Русия                                             |
| 1648                        | Иван Галкин                               | Плаване покрай източния бряг на езерото Байкал до устието на река Баргузин | Русия                                             |
| 1648                        | Семьон Дежньов, Федот Алексеевич Попов    | Плаване покрай най-североизточните брегове на Азия от Чаунска губа на изток и откриване на Беринговия проток и устието на река Анадир | Русия                                             |
| 1649                        | Василий Сичов                             | Откриване на възвишението Прончищев на изток от устието на река Анабар | Русия                                             |
| 1649 – 1653                 | Ерофей Хабаров                            | 1649 – 1650: Изкачване по река Ольокма (десен приток на Лена) и по притока ѝ река Тунгир, преминаване през планината Ольокмински Становик и достигане до река Урка (ляв приток на Амур); 1650 – 1651: Спускане по Урка и Амур до устието на река Зея; 1652 – 1653: Плаване надолу по Амур до устието на река Усури и завръщане обратно | Русия                                             |
| 1650 – 1652                 | Михаил Стадухин, Василий Бугор            | 1650: Поход на изток от река Колима, достигане до река Анадир; 1651: Изкачване по река Майн (десен приток на Анадир), пресичане на вододела на юг-югозапад, спускане по река Пенжина до Охотско море и плаване до устието на река Гижига; 1652: Достигане на запад до устието на река Тауй и откриване на около 1000 км от северния бряг на Охотско море | Русия                                             |
| ср. 50-те години на XVII в. | Курбат Иванов                             | Проследяване на около 1000 км от течението на река Ольокма (десен приток на Лена), до устието на река Тунгир и откриване на десния ѝ. приток река Нюкжа | Русия                                             |
| 1651                        | Иван Абрамович Баранов                    | Изкачване по цялото течение на река Омолон (десен приток на Колима) и спускане по река Гижига до Охотско море. Откриване на Колимската планинска земя | Русия                                             |
| 1651 – 1668                 | Жан-Батист Таверне                        | Пребиваване в Южна (1651 – 1655, 1657 – 1662) и Северна Индия (1664 – 1668) и остров Ява (1657 – 1662) и събиране на обширен географски материал за природата и населението на посетените страни | Индия, Индонезия                                  |
| 1653 – 1656                 | Пьотър Бекетов                            | 1653: Изкачване по Селенга и притока ѝ Хилок до езерото Ирген, преодоляване на Яблоновия хребет и спускане в долината на река Ингода; 1654: Спускане по Ингода до устието на река Чита и основаване на град Чита. Продължаване надолу по Ингода, достигане до река Шилка и основаване на град Нерчинск. Плаване надолу по Шилка, достигане до сливането ѝ с река Аргун и продължаване надолу по Амур до устието на река Зея; 1655: Спускане до устието на Амур; 1656: Изкачване по Амур и през Нерчинск завръщане в Енисейск | Русия                                             |
| 1654 – 1656                 | Фьодор Байков                             | Пътешествие в Монголия и Китай с дипломатическа цел. Изкачване по река Иртиш до изворите ѝ, преминаване покрай езерото Зайсан, пресичане на хребета Саур, областта Джунгария и пустинята Гоби и през град Калган пристигане в Пекин (3 март 1656) | Казахстан, Китай, Монголия                        |
| 1655                        | Яков Василиевич Вятка                     | Откриване на остров Крестовски (70°51′ с. ш. 160°37′ и. д. / 70.85° с. ш. 160.616667° и. д.) от Мечите о-ви | Русия                                             |
| 1656                        | Онуфрий Степанов                          | Изкачване по река Усури (десен приток на Амур) на повече от 300 км, до 46º с.ш. и откриване устията на десните ѝ притоци Хор, Бикин и Иман | Русия                                             |
| 1660                        | Курбат Иванов                             | Спускане по река Анадир до устието ѝ и плаване на североизток към нос Чукотка (Дежньов). Откриване на заливите Кръст и Провидение | Русия                                             |
| 1661 – 1664                 | Йохан Грубер, Алберт д`Орвил              | Пътешествие от Пекин през град Синин, езерото Кукунор и Лхаса, пресичане на Хималаите, преминаване през Катманду, спускане в долината на Ганг и достигане до Агра. Пресичане на Афганистан, Персия и Турция и завръщане Рим | Китай, Непал, Индия, Афганистан, Иран, Турция     |
| 1662 – 1668                 | И. Меркурев                               | Походи от река Анадир на юг към п-ов Камчатка и достигане до река Камчатка | Русия                                             |
| 1667 – 1668                 | Т. Стадухин                               | Плаване от устието на Колима до нос Дежньов, поход към южните брегове на п-ов Чукотка и от там към реките Анадир и Пенжина | Русия                                             |
| 1670, 1675                  | Игнатий Милованов                         | Две дипломатически мисии в Пекин. 1670: Тръгване от Нерчинск, пресичане на река Аргун, изкачване по левия ѝ приток река Чжадунхе, преодоляване на планината Голям Хинган, спускане по река Ялухе (десен приток на Нунцзян), пресичане на река Силяохе и пристигане в Пекин; 1675: Изкачване по Ангара до Байкал и по река Селенга до устието на река Уда, продължаване на североизток покрай десния бряг на реката до езерото Болшое Еравное, пресичане на Яблоновия хребет и по реките Чита и Ингода (от системата на Амур) пристигане в Нерчинск. От Нерчинск по Шилка и Амур достигане до селището Албазин (124° 05' и.д.), минаване покрай източните склонове на планината Голям Хинган и пристигане в Пекин | Русия, Китай                                      |
| 1675 – 1678                 | Николае Милеску                           | Дипломатическа мисия в Китай по маршрута Москва – Вологда – Великий Устюг – Соликамск – Тоболск – Нарим – Енисейск – Ангара – Байкал – устието на река Уда – Яблоновите планини – река Ингода – река Шилка – Нерчинск – река Аргун – река Нунцзян и достигане до Пекин на 15 май 1676. Връщане обратно в Москва през януари 1678. Събиране на обширни географски сведения за Западен Сибир и Източен Сибир, Далечния изток и Китай | Русия, Китай                                      |
| 1681                        | Игнатий Милованов                         | Изследване и описание на части от западната част на Зейско-Бурейнската равнина и южната част на Амурско-Зейското плато | Русия                                             |
| 1688 – 1722                 | Жан Венан Буше                            | Събиране на първите достоверни сведения за южната част на Индия. Изследванията му обхващат област от около 200 хил. км2, в т.ч. източното крайбрежие от нос Кумари (8º 04` с.ш.) до 14º с.ш. – т.е. повече от 1000 км | Индия                                             |
| 1691                        | М. Мухоплев                               | Откриване на остров Столбовой (74°05′ с. ш. 135°50′ и. д. / 74.083333° с. ш. 135.833333° и. д.) от Новосибирските о-ви | Русия                                             |
| 1691 – 1696                 | Лука Семьонович Морозко                   | Походи във вътрешността на п-ов Камчатка и откриване на река Тигил (1696) | Русия                                             |
| 1697 – 1699                 | Владимир Атласов, Лука Семьонович Морозко | Откриване и завладяване на п-ов Камчатка. Първи географски сведения за природата и населението на полуострова | Русия                                             |